# Angkor University
Die Angkor University ist eine private Hochschule in der kambodschanischen Provinz Siem Reap und ist nach dem Tempelkomplex Angkor Wat in derselben Provinz benannt. Die Universität betreibt seit dem Jahr 2011, zusammen mit dem Universitätspartner aus Japan (Kumamoto Gakuen University) und dem myanmarischen Forschungszentrum für wirtschaftliche Entwicklung (MARCED), ein eigenes Forschungszentrum für wirtschaftliche Entwicklung (AURCED).

## Studiengänge und Fakultäten
Alle Bildungsgänge entsprechen den Standards des Ministeriums für Bildung, Jugend und Sport, weiterhin erfüllen sämtliche Bildungsgänge die Auflagen der Akkreditierungskommission von Kambodscha. Die Ausbildungsgänge reichen von Hochschulkursen über den Bachelor- und Masterabschluss bis zum Ph.D. Außerdem werden an dieser Hochschule auch Krankenschwestern und Hebammen ausgebildet. Die Universität verfügt aktuell über sieben Fakultäten:
- Fakultät für öffentliche Gesundheit
- Fakultät für Ingenieurwissenschaften und Architektur
- Fakultät für Betriebswirtschaft und Tourismus / Wirtschafts- und Tourismusmanagement
- Fakultät für Naturwissenschaften und Technik
- Fakultät für Geisteswissenschaften und Fremdsprachen
- Fakultät für Soziologie und Recht
- Fakultät für Agrarwissenschaften

## Kuratorium
Das Kuratorium der Universität besteht aus fünf Mitgliedern und wird im Fünfjahresrhythmus gewählt, die aktuell Besetzung ergibt sich wie folgt:
- Vorsitzender: Seang Nam, Mitglied der Nationalversammlung von Kambodscha
- Stellvertretender Vorsitzender: Sok Tonh
- Ständiges Mitglied: Gnel Rattha
- Mitglied: Hiek Soknareth
- Mitglied: Meng Heang

## Verwaltung und Beirat
Die Angkor University arbeitet in Übereinstimmung mit den kambodschanischen Verwaltungsrichtlinien und verfügt über die folgende Struktur:
- Rektor
- Beirat (Aktuell: Hing Thoraksy, Vollmitglied des Akademischen Rates der Königlichen Akademie von Kambodscha)
- Beirat für allgemeine und berufliche Bildung / Beirat für akademische und pädagogische Ausbildung
- Vizerektor für den akademischen und studentischen Dienst
- Vizerektor für Öffentlichkeitsarbeit und internationale Zusammenarbeit
- Vizerektor für Finanzen und Verwaltung
- Internes Qualitätssicherungsbüro
- Forschungszentrum für Innovation der Angkor Universität

## Exekutivkomitee
Die Universität besteht aus einem vom Rektor geleiteten Exekutivkomitee, welches in das oberste Exekutivkomitee (4 Mitglieder -Rektor und 3 Vizerektoren-) und das mittlere Exekutivkomitee (12 Mitglieder, darunter z. B. ein Dekan für jede Fakultät und der Leiter der Abteilung für koreanische Sprache) unterteilt wird.

## Zusammenarbeit und Partnerschaften
Es bestehen mehrere Partnerschaften mit Hochschulen aus dem Staat Japan, der Volksrepublik China, der Republik Korea und den USA. Auch der Deutsche Akademische Austauschdienst ermöglicht es Stipendiaten, eine Zeit des Studiums in Kambodscha zu absolvieren. Gleichzeitig erhalten Studenten aus Kambodscha die Möglichkeit, in Deutschland zu studieren.
Die Angkor University wird auch in der Datenbank der Zentralstelle für ausländisches Bildungswesen als Hochschule (H+) geführt.